# Моравская, Мария Людвиговна
Мари́я Лю́двиговна Мора́вская (полное имя Мари́я Магдали́на Франче́ска Лю́двиговна Мора́вская; 31 декабря 1889 года [12 января 1890 года] Варшава, Российская империя — 26 июня 1947 года, Майами, США; по другим данным не ранее 1958 года, Чили) — русская писательница: поэтесса, прозаик, переводчица и литературный критик. Автор нескольких стихотворных сборников, а также ряда прозаических произведений, в том числе детских.
Активная участница российского либерально-демократического движения начала XX века. В 1917 году эмигрировала из России в США. Некоторое время жила в Нью-Йорке, затем — во Флориде, продолжая весьма активную литературную, публицистическую и общественную деятельность. Информация о последнем периоде жизни противоречива: по одним данным скончалась в Майами в 1947 году, по другим — в Чили не ранее 1958 года.

## Жизнь

### Детство и юность
Родилась 31 декабря 1889 года (по новому стилю — 12 января 1890 года) в Варшаве в польской католической семье. При рождении получила тройное имя Мария Магдалина Франческа. Отец будущей поэтессы, Людвиг Моравский, по её воспоминаниям, был бедным человеком, сменившим в жизни много профессий и всегда мечтавшим, несмотря на недостаток средств и образования, о путешествиях и изобретениях — эта черта характера отца, как позднее подчёркивала Мария, в полной мере передалась ей по наследству. Мать, имя которой не упоминается ни в автобиографии Моравской, ни в посвящённых ей исследованиях, умерла, когда девочке ещё не было трёх лет. Несколько лет спустя Людвиг Моравский женился на сестре своей покойной супруги. Вскоре после этого семья Моравских переехала в Одессу.
И все мы знали: папа будет с нами, 

Не отдадим его чужой стране.

А он разглядывал печальными глазами

Всё тот же чахлый кактус на окне…
Хорошо относилась к отцу, а также к младшим братьям и сёстрам, родившимся в его втором браке. Однако из-за конфликта с мачехой в возрасте 15 лет была вынуждена уйти из дома. Через некоторое время переселилась из Одессы в Санкт-Петербург и утратила всякую связь с семьёй.
С юных лет отличалась активной гражданской позицией, участвовала в деятельности различных политических кружков. Изначально была сторонницей самоопределения Польши, к началу революции 1905—1907 годов самоидентифицировалась как социалистка. Попадала в поле зрения правоохранительных органов, дважды — в 1906 и 1907 годах — арестовывалась и подвергалась кратковременному заключению в пересыльных тюрьмах.

### Жизнь в Санкт-Петербурге
В столице активно занялась литературной деятельностью, зарабатывая при этом на жизнь секретарской работой, частными уроками, переводами. Поступила на Бестужевские курсы, однако не окончила их. Имеются сведения о раннем и недолгом замужестве, которое сама Моравская называла «неприятной случайностью». В браке фамилию не меняла.
М. Л. Моравской

Слышишь, как воет волчиха, 

Собирая отсталых волчат?

В поле просторно и тихо.

Куда ты ушел наугад?

Ясный паненок,

Маленький пан,

Отчего твой зеленый

Алеет жупан?..
Испытывая значительные материальные затруднения, в конце 1909 года обратилась к М. А. Волошину с просьбой найти для неё переводы с польского языка. Известно, что тот, проникшись сочувствием к малоимущей начинающей поэтессе, пригласил её к себе в Коктебель, выслав при этом денег на дорогу, однако Моравская денег не приняла и в Коктебель не ездила. В то же время, покровительство со стороны Волошина — их личное знакомство состоялось в Петербурге в январе 1910 года — помогло Моравской достаточно быстро освоиться в столичных литературных кругах: с 1911 года она начала посещать литературные «среды» у В. И. Иванова, а также основанную последним «Академию стиха», где ещё более расширила круг литературных знакомств. В том же году была принята в статусе «подмастерья» в «Цех поэтов» сразу же после основания его Н. С. Гумилёвым и С. М. Городецким, стала завсегдатаем встреч петербургской богемы в кафе «Бродячая собака». В этот период помимо Волошина определённую поддержку Моравской оказывала З. Н. Гиппиус.
Весьма эмоционально восприняла события Первой мировой войны, в частности, ожесточённые боевые действия и бедствия мирного населения в родной для неё Польше. Этим переживаниям Моравской посвящено стихотворение дружившего с ней И. Г. Эренбурга «Слышишь, как воет волчиха».
Известно, что в последние годы своего пребывания в столице Моравская проживала по адресу Мытнинская набережная 5, кв. 604 в одном из доходных домов Ф. И. Кирикова.

### Жизнь в эмиграции

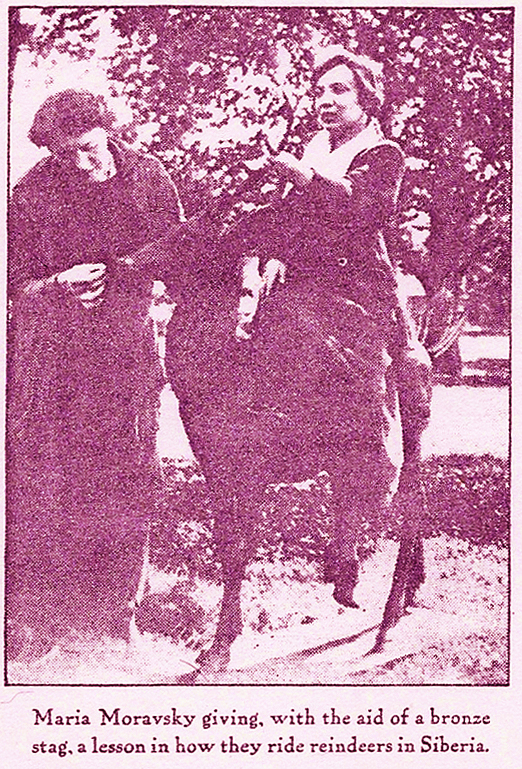
Мария Моравская на бронзовой статуе оленя. Фотография флоридского периода жизни поэтессы

В 1917 году, вскоре после Февральской революции, Моравская выехала в Японию, откуда через Латинскую Америку перебралась на постоянное жительство в США, ещё в поездке устроившись работать корреспондентом одной из нью-йоркских газет. К эмиграции в Соединённые Штаты поэтессу, по её собственным воспоминаниям, подвигло идеализированное представление об этой стране, стремление «перемешать типичного русского и типичного американца, чтобы создать новое, нежное, благоразумное, гармоничное существо».
Новая родина сразу же во многом разочаровала Моравскую — в частности, бездуховностью общества, засильем массовой культуры, низким уровнем гражданских свобод. Свою критическую позицию на этот счёт она открыто заявляла в ходе различных общественных и политических мероприятий, в том числе на весьма высоком уровне. Так, известно, что уже вскоре после своего прибытия в Соединённые Штаты, в октябре 1917 года, Моравская выступила в качестве общественного защитника в ходе слушаний в Конгрессе США по делу Элис Пол, арестованной вместе с группой соратниц за пикетирование Белого дома: по её утверждению, условия содержания феминисток в американской тюрьме были намного тяжелее, чем в тюрьмах царской России, в которых ей довелось дважды оказаться.
Тем не менее, несмотря на определённое разочарование в американской жизни, Моравская достаточно быстро и успешно адаптировалась к жизни в США — по собственным воспоминаниям, она всего за восемь месяцев изучила английский язык, практически прервав при этом связи с Россией. Первоначально она поселилась в Нью-Йорке, где занималась журналистской и публицистической работой. Газета, принявшая её в свой штат, закрылась вскоре после прибытия Моравской в США, однако молодой эмигрантке удалось весьма быстро наладить сотрудничество со многими другими периодическими изданиями.
Известно, что в Нью-Йорке Моравская прожила по крайней мере до начала 1920-х годов. Здесь она вышла замуж за Эдварда Кофлэна (англ. Edward "Ted" M. Coughlan), автора детективных и юмористических рассказов, переехавшего в США из британского доминиона Ньюфаундленд. В замужестве Моравская приняла фамилию супруга, однако сохраняла известность в литературных и публицистических кругах под девичьей фамилией — под ней она в дальнейшем публиковала и большинство своих произведений.
К началу 1930-х годов Кофлэны переехали во флоридский город Лейкленд, откуда в 1932 году перебрались в Майами. Материальное положение супругов в Майами было вполне благополучным. Они проживали в центральной части города в частном доме, который назвали «Литературной фермой» (англ. Fiction Farm). Мария пользовалась в Майами известностью как плодовитый писатель и публицист, член местного писательского клуба «Сома» (англ. Soma Club), поддерживала контакты не только с местными, но и с зарубежными литераторами: так, например, о дружбе с ней в 1938 году публично заявлял известный ирландский поэт и драматург Патрик Колум. Кроме того, она пользовалась репутацией человека с активным социальным образом жизни, имеющего множество хобби, в том числе достаточно дорогостоящих и экзотических. В частности, Моравская занималась выведением новых пород попугаев-неразлучников и домашних уток, дрессировкой диких животных, разведением несвойственных для Флориды растений, печатаньем книг с помощью самодельного оборудования. Путешествовала по Южной Америке, где сплавлялась по рекам на каноэ. Свои разнообразные увлечения она с энтузиазмом пропагандировала в местной печати:
Разнообразные хобби тонизируют нервы. Они обращают внимание увлекающегося ими человека на многие необычные способности, ранее «спавшие» в нём. И они увязывают между собою факты, которые помогают лучше узнать жизнь и людей, обостряют способности и наблюдательность… Оригинальный текст (англ.)Diversified hobbies are nerve tonics. They bring to the hobbyist’s attention many unusual and generally dormant possibilities. And they correlate facts which make him understand life and people better, sharpening his faculties and powers of observation…

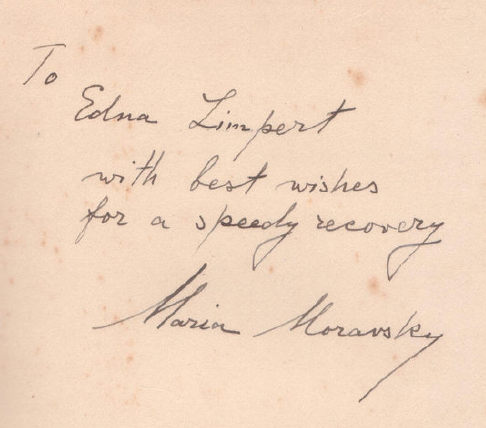
Автограф Марии Моравской времён жизни в США

Известно, что в Латинскую Америку Моравская ездила не только как турист. В некоторых странах региона, в частности в Чили, она выступала с лекциями — помимо английского, Моравская овладела испанским языком.
Данные о времени, месте и обстоятельствах смерти Моравской разнятся. Распространена информация о её кончине в Майами 26 июня 1947 года: в качестве причины смерти указывается кровоизлияние в мозг (об этом, в частности, сообщила арканзасская газета «Курьер ньюз» (англ. Courier News) за 27 июня 1947 года), некоторые источники говорят о несчастном случае в результате шторма.
Однако существуют достаточно достоверные сведения о её жизни в Чили по крайней мере в конце 1950-х годов. Об этом, в частности, свидетельствовал К. И. Чуковский, рассказывавший в первой половине 1960-х годов М. И. Алигер о получении письма от Моравской за несколько лет до того: по его словам, поэтесса вышла в Чили замуж за местного почтальона.
Несколько лет назад я получил от неё письмо из Чили. Судьба забросила её туда, она вышла замуж за почтальона и с ним доживает свой век. Как было бы интересно вам её повстречать. Представляете — рафинированная петербургская барышня, поэтесса, подруга поэтов, завсегдатай «Бродячей собаки», и вот какой финал — супруга чилийского почтальона!
Рассказ Чуковского подтверждает и П. Н. Лукницкий: в «Списке имён», приведённом в его книге «Acumiana. Встречи с Анной Ахматовой», в качестве дат жизни Моравской, которая фигурирует там как «поэтесса, участница первого Цеха поэтов», значатся 1889—1958 годы.

## Творчество

### Российский период

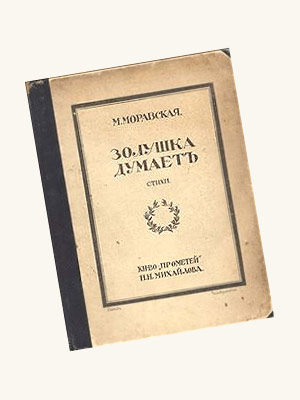
Обложка первого издания сборника «Золушка думает»

Писать Моравская, по её собственным воспоминаниям, начала ещё в детские годы в Одессе. Первое её стихотворение было опубликовано в 1906 году в ученическом журнале «Свободная школа». После этого она публиковалась под псевдонимом в ряде одесских газет — стихи этого периода сама поэтесса в более зрелом возрасте оценивала весьма критически. Родившаяся и выросшая в польской языковой среде Моравская на всех этапах своего творчества писала только по-русски. Позднее она придавала этому обстоятельству особое значение:
Я полька, католичка, но обрусела настолько, что пишу исключительно по-русски. Моё глубокое убеждение, что русский язык — самый музыкальный для стихов, и я очень радуюсь, что я русский поэт, хотя знаю и ценю польскую литературу…
В Санкт-Петербурге первые её стихи появились в литературных журналах «Гиперборей» и «Заветы». В 1911 году Моравская начала систематическое сотрудничество с журналом «Аполлон» — вначале как рецензент и переводчица (переводила произведения польских, чешских, финских авторов), затем как автор собственных стихов и эссе. В дальнейшем печаталась в таких журналах и альманахах, как «Вестник Европы», «Русская мысль», «Современный мир», «Ежемесячный журнал».
Я Золушка, Золушка, — мне грустно! 

Просит нищий, и нечего подать...

Пахнет хлебом из булочной так вкусно,

Но надо вчерашний доедать.

Хозяйка квартирная, как мачеха!

(Мне стыдно об этом говорить.)

Я с ней разговариваю вкрадчиво

И боюсь, опоздав, позвонить.

На бал позовут меня? Не знаю.

Быть может, всю жизнь не позовут...

Я Золушка, только городская,

И феи за мною не придут.
Первые же опубликованные произведения Моравской заслужили благосклонные отклики со стороны таких литераторов, как В. Ф. Ходасевич, Игорь Северянин, Саша Черный. А. А. Ахматова, с чьими стихами критика сразу же стала сравнивать поэзию Моравской, признала её «товарищем по цеху» и впоследствии неоднократно дарила ей свои книги. Гиппиус в письме Чуковскому отзывалась о ней как о «чрезвычайно талантливой особе». Весьма высокую оценку творческому дебюту Моравской дал Эренбург в статье «Новые поэтессы», опубликованной в 1913 году в журнале «Гелиос», издававшемся группой русских художников и литераторов в Париже: «Моравская своими первыми стихами волнует нас как настоящий поэт, и мы ждем её верных достижений…».
Особую поддержку Моравской оказывал Волошин, весьма высоко оценивавший её творческие перспективы и предрекавший ей роль второй Черубины де Габриак, да и сама Черубина — Е. И. Дмитриева — воспринимала юную польку как свою творческую преемницу. В частности, в письме к Волошину от 18 января 1910 года она писала:
Я ещё не получила письма от Моравской — очень хочу её видеть, я прочла несколько её стихов Маковскому, он в восторге, хочет её печатать; так что это уже её дело.
Аморя, по-моему, ей ничего не даст, ей нужен возврат в католичество, или через него. Диксу её стихи не понравились.
А у меня чувство — что я умерла, и Моравская пришла ко мне на смену, как раз около 15-го, когда Черубина должна была постричься. Мне холодно и мертво от этого. А от Моравской огромная радость!
В начале 1914 года был выпущен первый сборник стихов поэтессы — «На пристани». Ещё за несколько месяцев до выхода издания в свет литературовед Р. В. Иванов-Разумник, весьма заинтересовавшийся творчеством молодой поэтессы и ставивший её «едва ли не выше Анны Ахматовой», разослал его черновик на ознакомление многим авторитетным литераторам, в том числе Андрею Белому и В. Я. Брюсову. Последний по просьбе Иванова-Разумника написал к сборнику предисловие под заглавием «Объективность и субъективность в поэзии», которое осталось, однако, неопубликованным по настоянию самой Моравской, которая обстоятельно изложила свои соображения в письме Брюсову:
Очень благодарю Вас за то, что Вы написали о моих стихах, но в самом существенном я, к моему большому огорчению, не могу с Вами согласиться… Стремлюсь уйти не от действительности вообще, а лишь от окружающей меня вялой и блеклой действительности. Книги для меня только паллиатив иной, более насыщенной жизни. «Выдумывать» себе душу я считаю для поэта преступным. «События» ставлю, разумеется, выше моих мимолётных чувствований. Таким образом, Ваше мнение, что я — поэт узколичный, с моей точки зрения — обвинительный приговор для книжки, а потому мне с крайним сожалением приходится отказаться от Вашего в общем чрезвычайно ценного для меня предисловия…

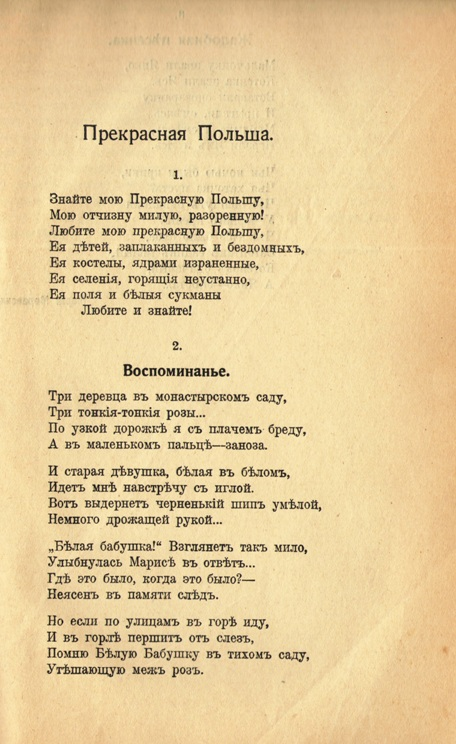
Цикл стихотворений «Прекрасная Польша», опубликованный в «Русской мысли»

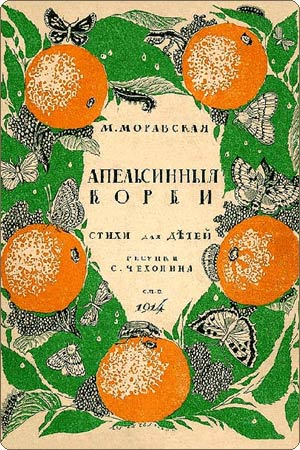
Первое издание «Апельсинных корок», иллюстрированное С. В. Чехониным

В итоге, выйдя в свет, «На пристани» вызвал весьма живой, хотя и неоднозначный отклик критики. Отмечался общий мотив большинства вошедших в него произведений — тоска по путешествиям, по дальним экзотическим странам, а также «капризный», «инфантильный» стиль стиха (сама Моравская признавала свой стиль «кукольным»). Так, С. Я. Парнок отметила, что главный пафос лирики Моравской — «жалость к себе самой». А. Я. Левинсон услышал в творчестве молодой поэтессы «тонкий комариный голосок». Неодобрительной рецензией отозвалась А. А. Кублицкая-Пиоттух (примечательно, что её сын А. А. Блок, в целом достаточно позитивно отзывавшийся о творчестве Моравской, полностью согласился с оценкой, данной матерью):
По-моему, это не поэзия. Но тут есть своеобразное. Очень искренно выказан кусок себялюбивой мелкой души. Может быть, Брюсов и А. Белый думают, что стремление на юг, в котором состоит почти всё содержание — это тоска трёх сестёр и вообще по Земле Обетованной. Они ошибаются. Это просто желание попасть в тёплые страны, в Крым, на солнышко. Если бы было иначе, в стихах бы чувствовалась весна, чего абсолютно нет. Да и вообще ни весны, ни осени, ни зимы, никакого лиризма… Это только у женщин такая способность писать необычайно лёгкие стихи без поэзии и без музыки...
При этом многие авторитетные литераторы и критики признавали душевную силу, самобытность и искренность творческого самовыражения молодой польки. Так, тот же Брюсов в статье «Год русской поэзии» сравнивал в этом плане сборник «На пристани» с работами Ахматовой:
Подобно г-же Ахматовой г-жа Моравская — поэт резко субъективный, поэт не внешнего мира, а своей души... Сборник стихотворений г-жи Моравской — как бы интимный дневник, в котором отдельные поэмы и отдельные строки часто не имеют художественного значения, но необходимы, как части целого...
Достаточно высоко оценил перспективы дальнейшего роста мастерства Моравской литературовед А. А. Гизетти, также сравнивавший в своей статье «Три души» стихи начинающей поэтессы с поэзией А. А. Ахматовой и Н. Г. Львовой.
Примечательно, что после публикации последующих работ Моравской реакция критики стала менее заинтересованной и заметно менее благосклонной. Изданный в том же 1914 году второй сборник — «Стихи о войне», посвящённый событиям Первой мировой, вызвал в целом неодобрительный резонанс. Практически незамеченным осталась третья книга стихов — «Прекрасная Польша», вышедшая в 1915 году с посвящением Адаму Мицкевичу — Моравская откровенно признавалась в сильном влиянии польских классиков на её раннее творчество, хотя подчёркивала, что со временем она от них «эмансипировалась». Сборник же «Золушка думает», посвящённый памяти поэтессы-футуристки Е. Г. Гуро — также существенно повлиявшей на лирику Моравской, повлёк совершенно разгромные отклики: одна из наиболее известных рецензий называлась «Золушка совсем не думает». К числу наименее уничижительных отзывов о «Золушке» относится сокрушённый комментарий критика Д. Л. Тальникова, который признавал некоторую ценность этих стихов, хотя даже откровенность поэтессы посчитал её недостатком:
Стихи Моравской ещё не поднялись к той грани, за которой начинается поэтическое творчество, но значение их в их человечности, в житейском содержании, в тех фактах, чувствах и настроениях, о которых они говорят читателю. Их можно причислить к категории «человеческих документов». Эти документы не поражают яркостью событий и психологической сложностью их, они очень ограничены узкими рамками одного сюжета, их отличительная черта — однообразие... Иногда Моравская доходит до причитаний каких-то, до унизительной откровенности...
Сама Моравская всячески защищала присущую своим стихам эмоциональную откровенность, считая её не только основой поэтического творчества, но и важнейшим средством социального раскрепощения женщины. Известен её призыв, оглашённый в ходе одного из петербургских общественно-литературных собраний:
Пусть женщина выскажет всё своё интимное. Это важно для женщины, это несёт ей освобождение. Через свои исповедальные стихи женщина перейдёт от женщины к человеку...
Вращаясь в петербургских литературных кругах и будучи вхожей в различные творческие кружки и общества, Моравская, тем не менее, не примкнула ни к одному из основных поэтических направлений тех лет — символизму либо акмеизму. Более того, известны её критические суждения об обоих этих творческих течениях литературы «Серебряного века»:
Об акмеизме: Безупречные гравюры, на виньеточках амуры — всё красиво, стильно, звучно, но и скучно, скучно, скучно!

О символизме: А символизму надо дать по шапке! Красота обыденности идёт ему на смену!
Не менее смело и, порой, нелицеприятно Моравская отзывалась о творчестве конкретных коллег по поэтическому цеху, в том числе наиболее именитых. Так, в критическом отзыве на ахматовские «Чётки», опубликованном в «Ежемесячном журнале» в апреле 1914 года, она говорила об этой книге как о «насыщенной каким-то утомлённым страданием». Ещё жёстче в очерке под красноречивым названием «Плебейское искусство», увидевшем свет в «Журнале журналов» за март 1917 года, она отозвалась об Игоре Северянине:
...Этот внешне талантливый стихотворец с умопомрачительно дурным вкусом... Он — продавец сказочных лубочных картинок, которыми кухарки оклеивают свои сундуки... Игорь — худшая часть плебейской поэзии...
Помимо подобных критических отзывов, из-под пера Моравской в середине 1910-х годов вышло несколько концептуальных работ, посвящённых общим тенденциям развития литературы, а также филологических исследований. В частности, внимание критики привлёк очерк «Волнующая поэзия» («Новый журнал для всех», 1915 год), в котором она не просто возвещала приход на смену символизма нового поэтического движения, отличающегося «душевной конкретностью» и осознающего «одухотворённость обычных вещей», но и рассматривала особенности стихотворных размеров, свойственных поэтом «нового призыва», а также доказывала близость их творчества народной песенной поэзии. Так, Н. С. Ашукин назвал эту работу «маленьким манифестом новой поэтической школы». В эссе «Поэзия миллионов людей» («Русская мысль», 1915 год) содержится обстоятельный анализ такого фольклорного жанра, как частушки.

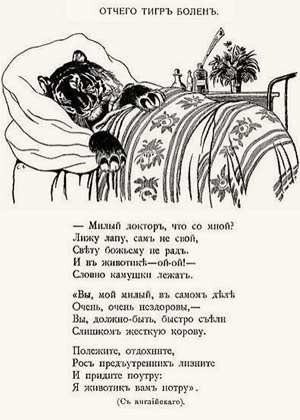
Одно из детских стихотворений с иллюстрацией

Одновременно со «взрослым» творчеством Моравская весьма активно сочиняла для детей, сотрудничая с такими изданиями, как «Тропинка» и «Галчонок», — там её стихи и рассказы публиковались в основном под псевдонимом «Рики-Тики». В 1914 году вышел в свет сборник стихов «Апельсинные корки» с иллюстрациями известного петербургского художника С. В. Чехонина. Сборник был посвящён младшим братьям и сёстрам поэтессы, с которыми та не виделась после отъезда из Одессы. Сама Моравская считала его своим любимым, достаточно высокими были и оценки критики. Впоследствии именно «Апельсинные корки» стал самым известным и часто издававшимся из сборников её произведений: он, в частности, выпускался за границей (в 1921 году «Русским издательством» в Берлине — местный эмигрантский журнал «Новая русская книга» назвал его «одной из лучших книг для детей») и в Советской России, хотя и в сокращённом виде (в 1928 году Госиздатом). Детские стихотворения поэтессы стали достаточно популярными, одно из них А. Н. Бенуа использовал в своей «Азбуке». В 1914 году был издан сборник детских рассказов «Цветы в подвале».
В 1916 году сборник избранных поэтических произведений Моравской был издан в Ревеле. Избранные стихотворения Моравской неоднократно включались в различные поэтические антологии наряду с произведениями Ахматовой, Брюсова, Блока, Бальмонта, Гумилёва, О. Э. Мандельштама, М. И. Цветаевой, издававшиеся в том числе и после её отъезда из России, — в частности, в сборник «Цветы» (1915 года издания), «Сад поэтов» (1916 года) и «Весенний салон поэтов» (1918 года). Последним в этом ряду стал сборник «Страницы лирики», опубликованный в 1920 году в Симферополе, — в него было включено три стихотворения Моравской.
В России публикация работ Моравской возобновилась лишь в XXI веке. В частности, в 2012 году был издан сборник «Апельсинные корки», в который была включена автобиография поэтессы, написанная ею по просьбе С. А. Венгерова для издававшегося им «Критико-биографического словаря русских писателей и учёных», а также послесловие М. Е. Вайсман, содержащее дополнительные сведения о жизни и творчестве Моравской.

### Эмигрантский период
После прибытия в Нью-Йорк Моравской удалось в течение нескольких месяцев наладить сотрудничество с весьма авторитетными местными изданиями. Уже в 1918 году её англоязычные эссе и рассказы печатались в таких журналах, как «Атлантик мансли» и «Харперз мэгэзин». Параллельно она некоторое время сотрудничала с русскоязычной нью-йоркской газетой «Новое русское слово», однако затем полностью переключилась на англоязычные публикации. При этом Моравская сосредоточилась исключительно на прозе — художественной и публицистической, полностью отказавшись от поэзии. Это своё решение, принятое сразу же после первой встречи с представителями американских СМИ в 1917 году, она позже — в 1944 году — объясняла в интервью одной из майамских газет:
Они спросили о моей профессии, и я сказала, что была поэтом. По выражению лиц вокруг меня я поняла, что в Америке поэзия — неприбыльное занятие, и поэтому решила писать прозу… Оригинальный текст (англ.)They asked me my profession and I told them I was a poet. From the looks on the faces about me I learned that in America poetry was not a gainful occupation, so I decided to write prose…
В письме Эренбургу, написанном в 1946 году, поэтесса объясняла свой переход к прозе уже совсем без юмора, с изрядной горечью:
Я, Мария Моравская, была поэтом в России, а теперь почти разучилась говорить по-русски. Пишу исключительно по-английски... Живёшь, как мёртвая, мёртвая для поэзии, потому что тут ведь стихов писать не стоит...
Англоязычный прозаический этап творчества Моравской оказался весьма продуктивным. В 1920-х — 1940-х годах она сотрудничала с десятками общенациональных и региональных журналов и литературных альманахов. Общее количество её публикаций — очерков, рассказов, повестей, романов — исчислялось сотнями. Так, например, живя в Майами, она опубликовала не менее 143 одних только очерков, посвящённых различным хобби, большую часть из которых она опробовала сама.
Во многих своих публицистических работах эмигрантского периода — особенно в ранних — Моравская достаточно критически отзывалась об американских реалиях. Нередко предметом её критики становились весьма серьёзные общественно-политические проблемы: расизм, антисемитизм, ограничения свободы слова. Так, например, в статье «Ваши газеты и наши» (англ. Your Newspapers and Ours), опубликованной в нью-йоркском литературном журнале «Букман» в январе 1919 года, она доказывала, что американские журналисты в мирное время были менее свободны в выражении своих взглядов, чем их российские коллеги при Николае II даже в условиях Первой мировой войны. Даже значительно позднее, уже освоившись в США, она сохраняла подобный критический настрой. В августе 1927 года в другом нью-йоркском журнале «Аутлук» вышла её статья под красноречивым названием «Я не хочу быть иностранкой!» (англ. I Don't Want to Be a Foreigner!), в которой Моравская, уверяя читателей в своей искренней любви к новой родине, сетовала на трудности и унижения, с которыми иммигранты сталкиваются на пути к американскому гражданству. В очерке «Опасности грамотности» (англ. The Perils of Literacy), увидевшем свет в бостонском «Норс амэрикэн ревью» в октябре 1928 года, она констатировала, что средний американец, несмотря на свободный доступ к большому количеству информации, уступает среднему россиянину в плане независимости мышления, осведомлённости о проблемах философии или религии. Наряду с этим Моравская уделяла внимание и менее острым темам: характеру, привычкам и повседневному образу жизни своих новых соотечественников. Примечательно, что местная печать отмечала остроумие и доброжелательность подобных её заметок, считала их интересными и полезными для самих американцев.
Наиболее заметным её художественным произведением стал роман «Жар-птица — повествование о революционной России» (англ. The Bird of Fire: A Tale of Russia in Revolution), действие которого разворачивается в Санкт-Петербурге 1910-х годов — он был издан в 1927 году в Нью-Йорке, а позднее переиздан в Лондоне. Также определённую известность получила автобиографическая повесть «Черепичная тропка» (англ. The Tiled Walk). Известно, что некоторые художественные произведения были написаны Моравской в соавторстве с её мужем, Эдвардом Кофлэном — например, рассказ «Пылающие боги» (англ. The Flaming Gods), опубликованный в альманахе «Шорт сториз» за март 1942 года. По крайней мере одно её произведение было опубликовано в США после её предполагаемой смерти в Майами в 1947 году: рассказ «Зелёные братья берут верх» (англ. Green Brothers Take Over), которое было издано в популярном в то время журнале «Виерд тэйлз» в январе 1948 года.

## Основные публикации
- Апельсинные корки. Санкт-Петербург, 1914;
- На пристани. Санкт-Петербург, 1914;
- Цветы в подвале. Санкт-Петербург, 1914;
- Стихи о войне. Петроград, 1914;
- Золушка думает. Петроград, 1915;
- Прекрасная Польша. Петроград, 1915;
- Мои стихи. Ревель, 1916[11].